# تپه گورستان طفلان
تپه قبرستان طفلان مربوط به دوره اشکانیان - دوره ساسانیان - دوران‌های تاریخی پس از اسلام است و در شهرستان زابل، بخش شهرکی و ناروئی، روستای گوری واقع شده و این اثر در تاریخ ۱۷ اسفند ۱۳۸۱ با شمارهٔ ثبت ۷۷۱۱ به‌عنوان یکی از آثار ملی ایران به ثبت رسیده‌است.